# Mario Rizzari
Mario Rizzari (Catania, 15 maggio 1817 – Catania, 14 novembre 1886) è stato un docente, economista e politico italiano.

## Attività politica
Venne eletto per tre legislature alla Camera dei Deputati e ciò gli comportò infine la nomina regia a Senatore del Regno a partire dalla XII legislatura. Ricoprì anche la carica di sindaco di Pisa dal 1873 al 1876.